# Ahnidzor
Ahnidzor (in armeno Ահնիձոր?) è un comune dell'Armenia di 234 abitanti (2008) della provincia di Lori.